# Jenerseitewettern

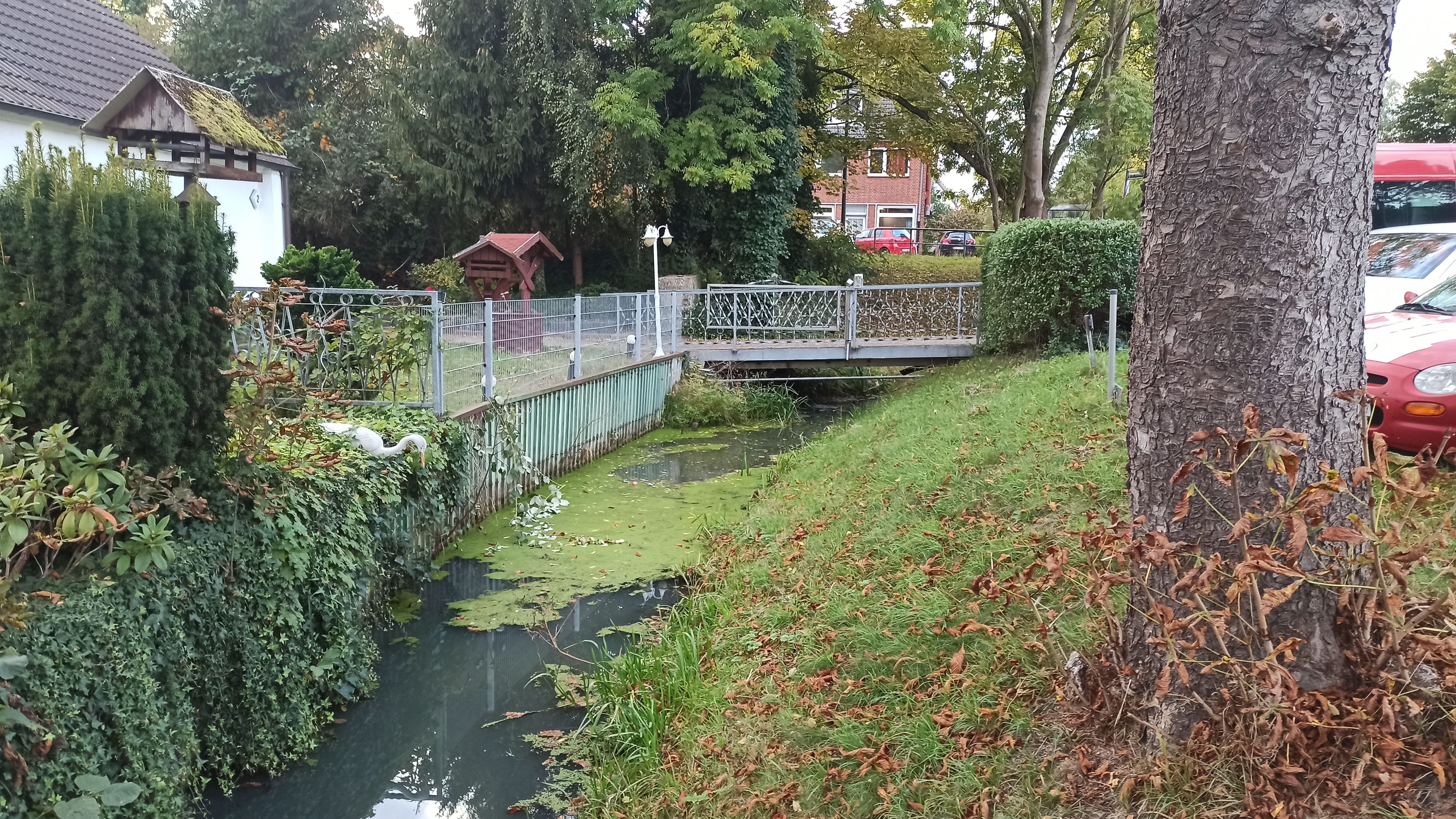
Die Jenerseitewettern an der Straße Bei der Schmiede

Die Jenerseitewettern ist eine Wettern in Hamburg-Wilhelmsburg. Sie verläuft vom Jenerseitedeich bis zur Wilhelmsburger Dove Elbe.
Kurz nach ihrem Beginn kreuzt sie den Bewässerungsgraben. Sie unterfließt die A1, danach fließen die Neue Bullertwettern und die Neue Stillhorner Wettern hinzu. Sie unterfließt die Kirchdorfer Straße, kreuzt die Mühlenwettern und fließt in die Wilhelmsburger Dove Elbe.